# Lucky Lady
 Lucky Lady és una pel·lícula estatunidenca dirigida per Stanley Donen, estrenada el 1975. Ha estat doblada al català.

## Argument
Anys 30. Als Estats Units impera la Llei Seca, situació que aprofiten els contrabandistes per obtenir abundants beneficis traficant amb alcohol. Tres ambiciosos aventurers uneixen les seves forces i les seves males arts per controlar el contraban.

## Repartiment
- Gene Hackman: Kibby Womack
- Liza Minnelli: Claire
- Burt Reynolds: Walker Ellis
- Geoffrey Lewis: Capità Mosely
- John Hillerman: McTeague
- Robby Benson: Billy
- Michael Hordern: Capità Rockwell
- Anthony Holland: Mr. Tully
- John McLiam: Rass Huggins
- Val Avery: Dolph
- Louis Guss: Bernie
- William Bassett: Charley
- Janit Baldwin: noia en un cotxe
- Marjorie Battles: Redhead
- Roger Cudney: Hotel Clerk
- Joe Estevez: American Kid
- Emilio Fernández: Ybarra
- Milt Kogan: Supercargo
- Ron Masak: (veu)

## Nominacions
- Globus d'Or a la millor actriu musical o còmica per Liza Minnelli